# Winston Moss
Winston Moss (Miami, 24 dicembre 1965) è un allenatore ed ex giocatore di football americano statunitense.

## Carriera da giocatore
Winston fu scelto nel secondo giro (50º assoluto) del Draft NFL 1987 dai Tampa Bay Buccaneers. Vi giocò per quattro stagioni con un primato personale di 5,5 sack nel 1989. Giocò poi per quattro stagioni coi Los Angeles Raiders (63 partite, tutte tranne una come titolare) e chiuse la carriera passando tre stagioni ai Seattle Seahawks disputandovi 46 partite, tutte come titolare.

## Palmarès
- Steve Largent Award: 1

1997